# Кливський заказник
Кли́вський зака́зник — ботанічний заказник загальнодержавного значення в Україні. Розташований біля західної околиці смт Делятина, що в Надвірнянському районі Івано-Франківської області. 
Площа 111,5 га. Створений 1974 року. Перебуває у відання ДП «Делятинський держлісгосп» (Любіжнянське лісництво, кв. 20, вид. 4-8; 12-17; 24−28; 30; 31; 33-38). 
Під природоохоронну територію виділено ділянку лісу на березі річки Любижні, на схилах гір, що в північно-східних відногах Ґорґан.
Охороняються високопродуктивні ялиново-ялицеві ліси природного походження у передгір'ях Українських Карпат. Рослинний покрив досить одноманітний. У підрості панує ялиця біла, лише подекуди переважає ялина. Трав'яно-чагарничковий покрив формують чорниця, ожика гайова, веснівка дволиста, вероніка лікарська. З рідкісних трапляються зозулині сльози серцелисті та гудієра повзуча, занесені до Червоної книги України.

## Галерея

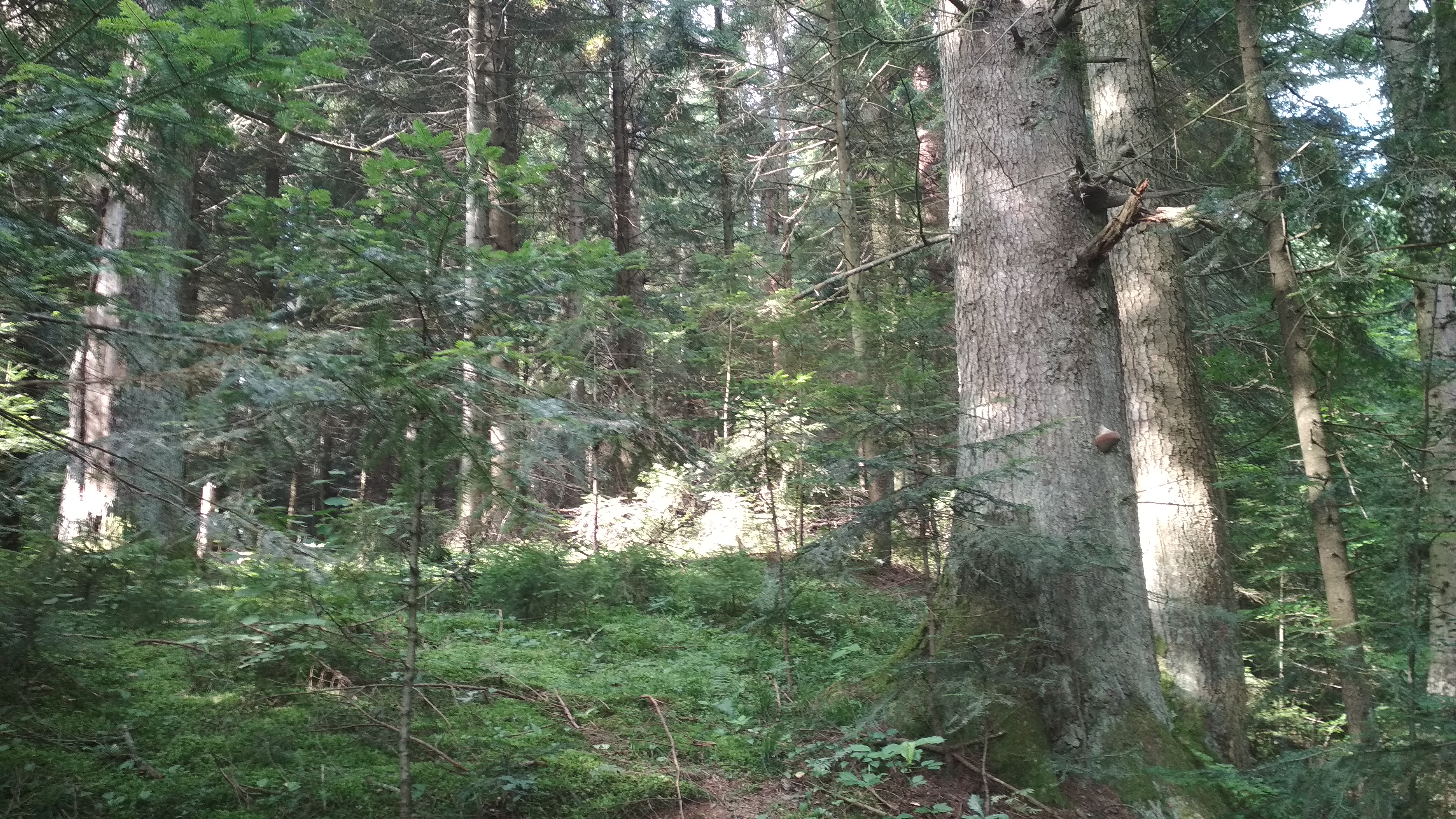
Кливський заказник
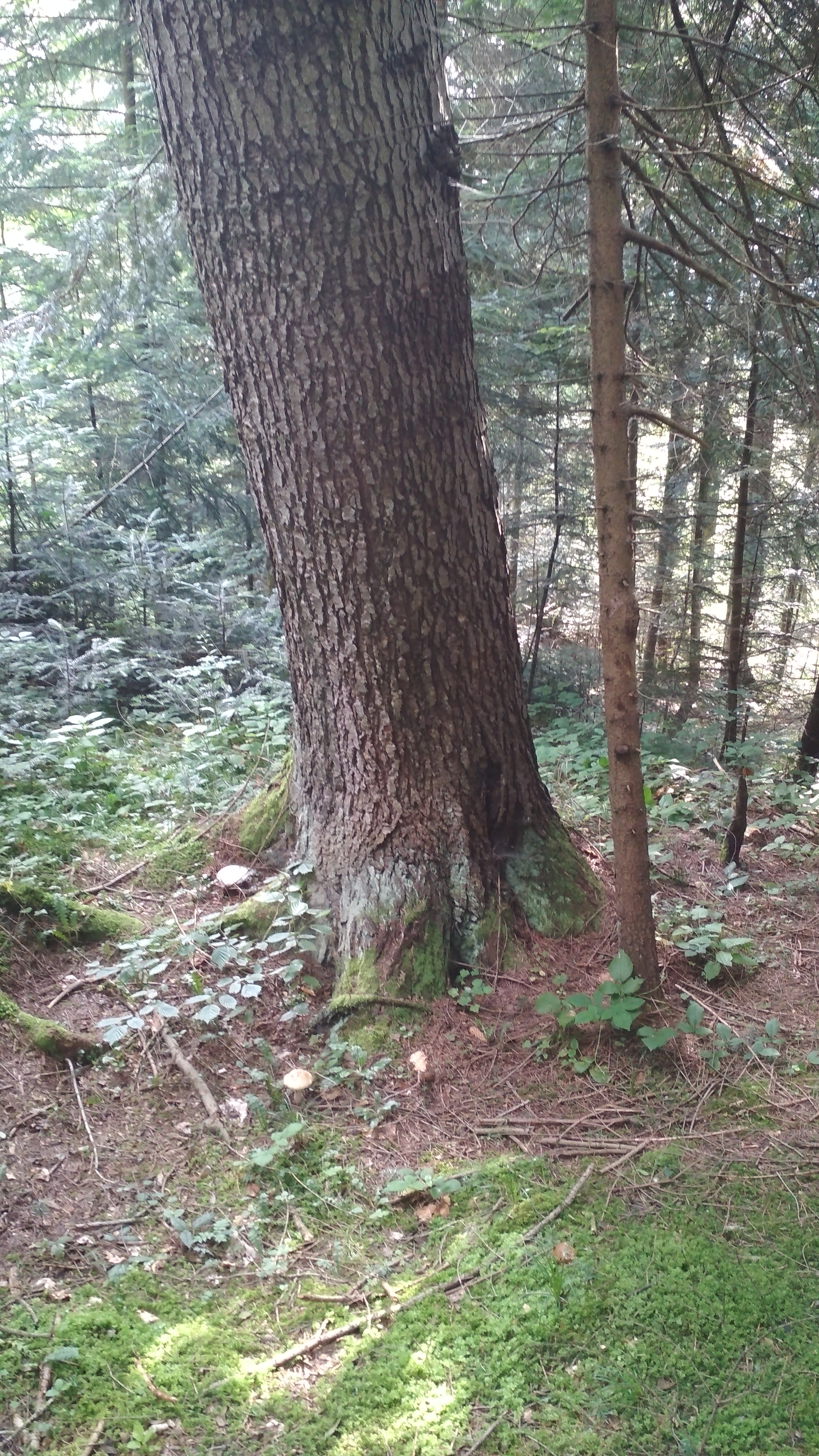
100-на ялиця
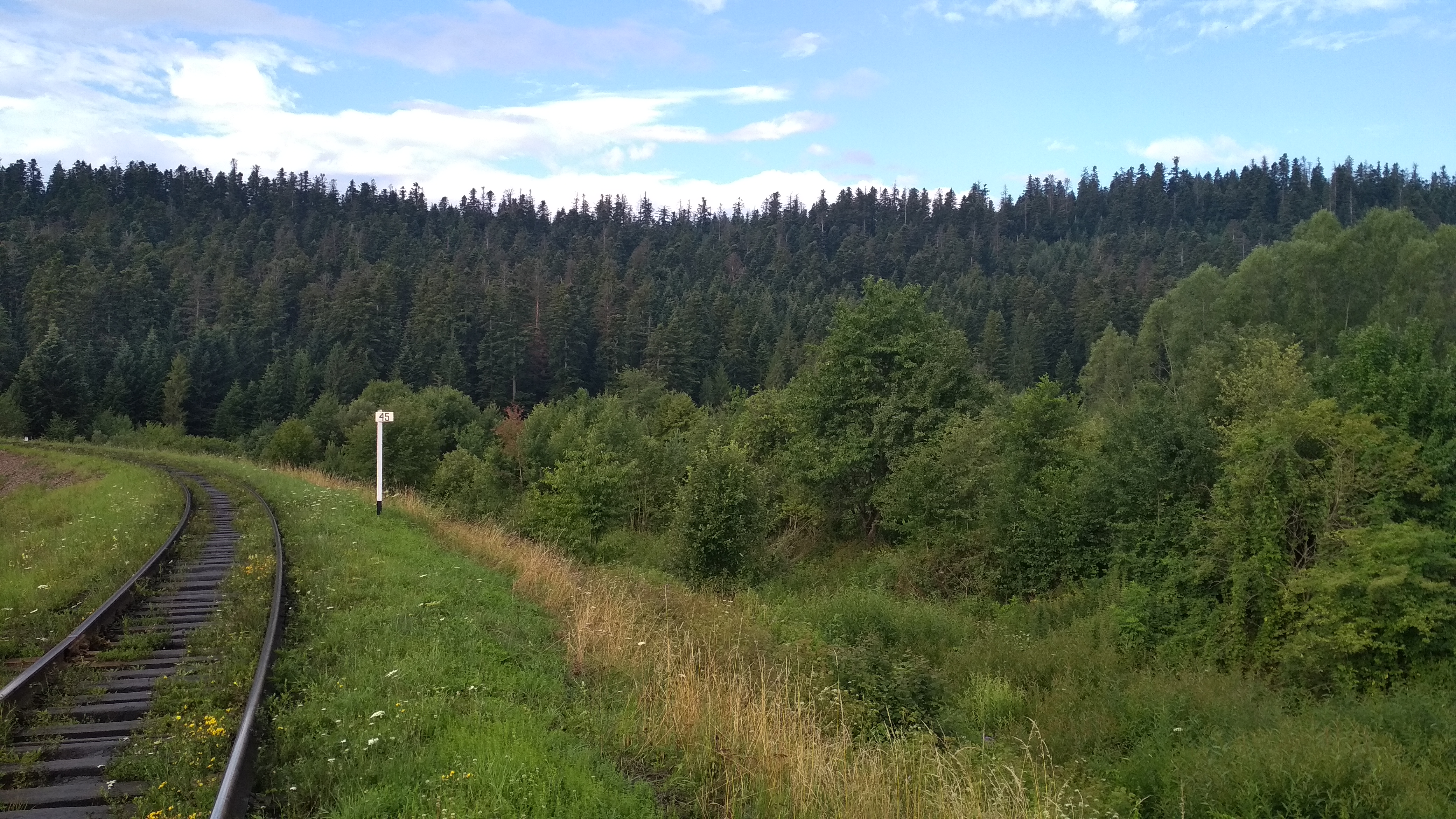
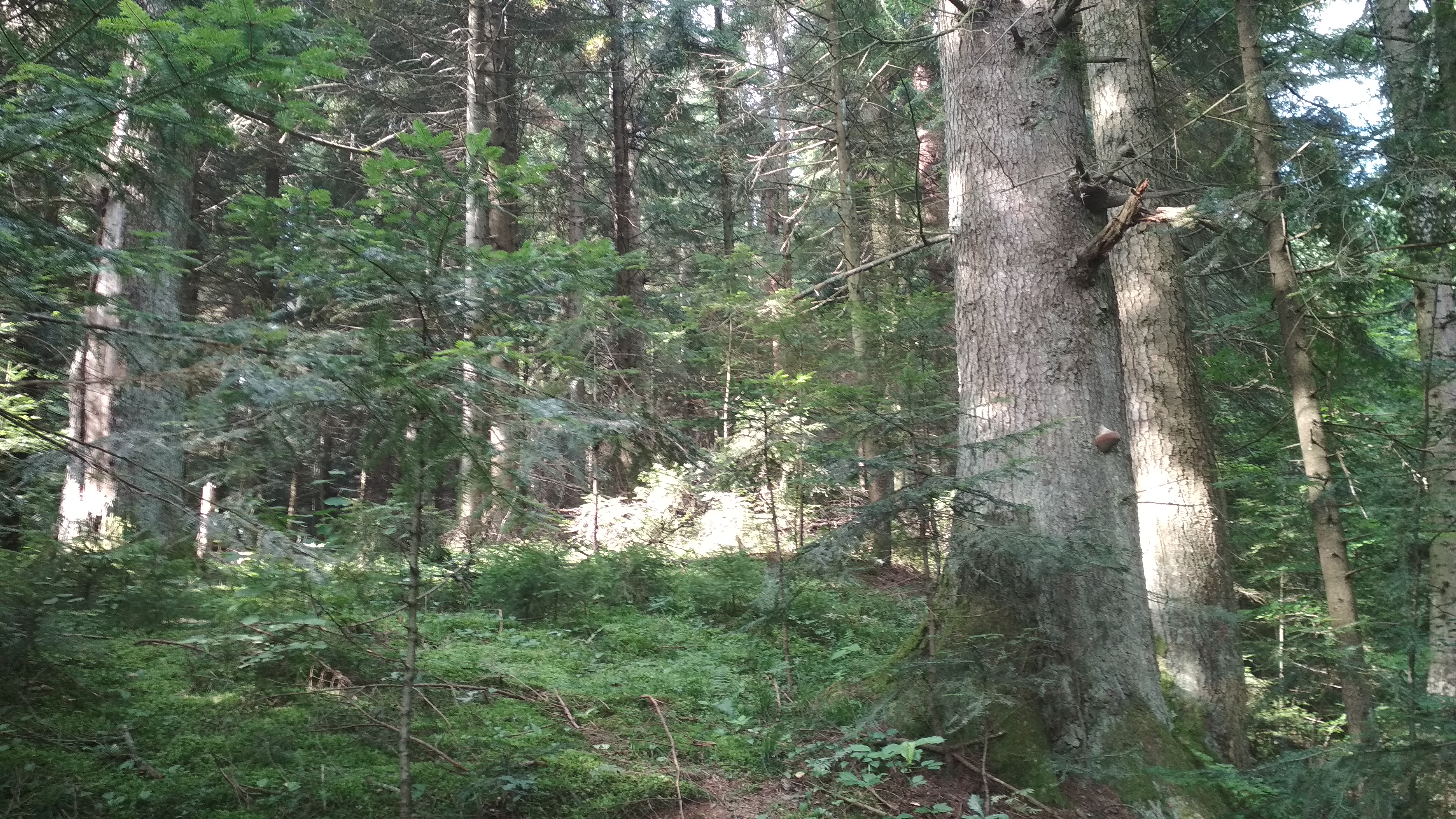
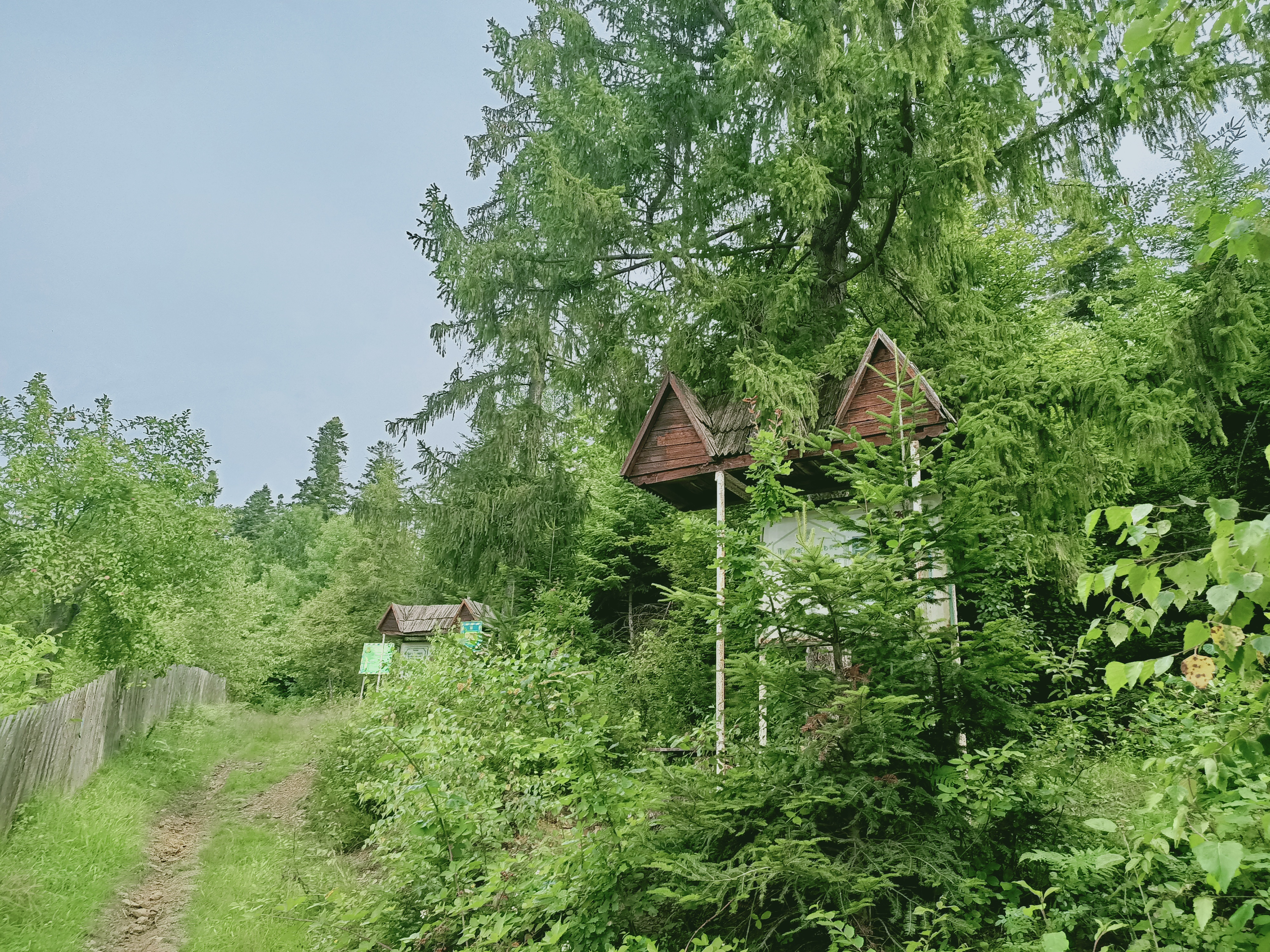
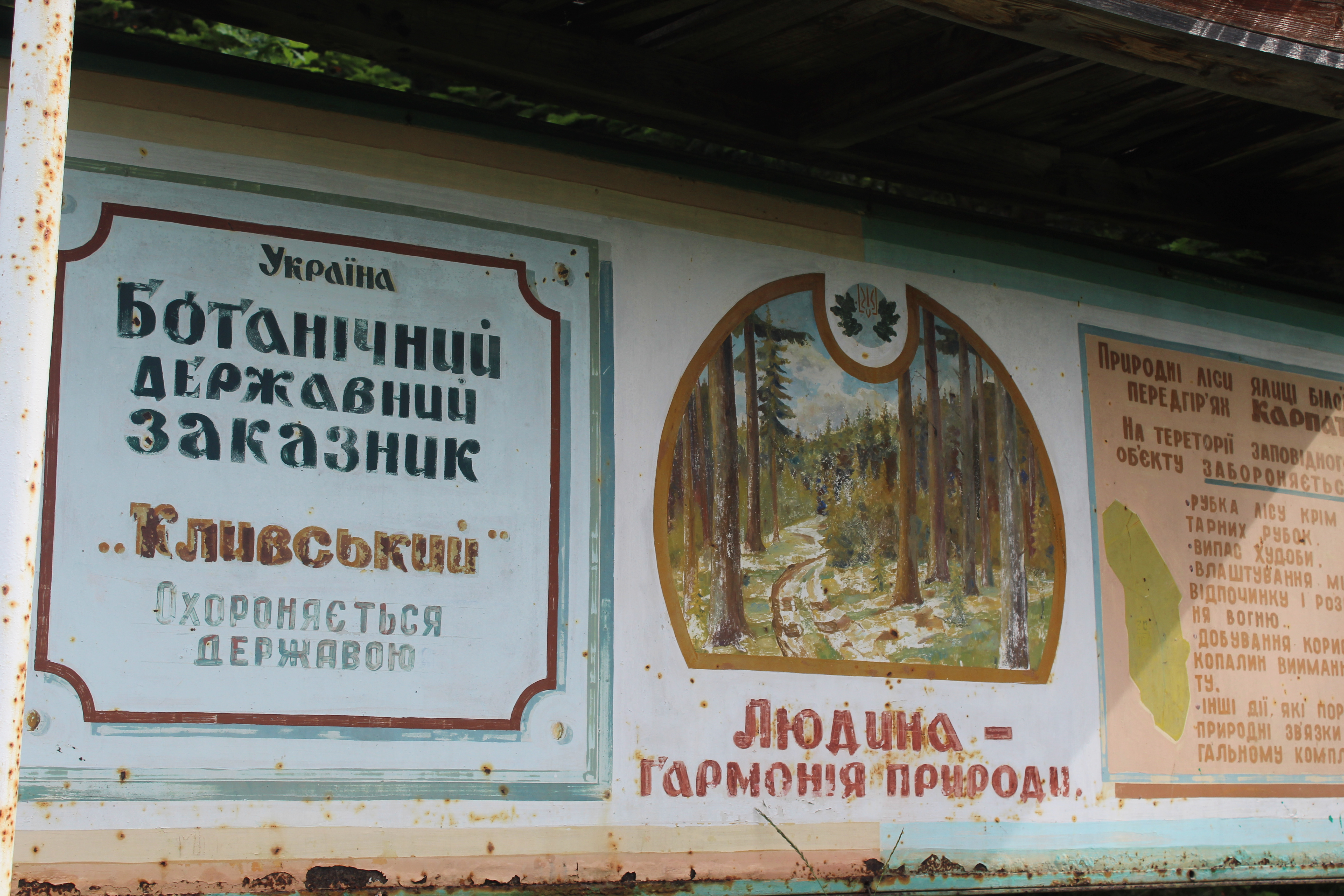